# مبرهنة إيردوس-سيكريس

في الرياضيات، تنص  مبرهنة إيردوس-سيكريس على أنه في كل متتالية مكونة من أعداد حقيقية بطول {\displaystyle rs+1}، يوجد لها متتالية جزئية متزايدة بطول {\displaystyle r+1} أو متتالية جزئية متناقصة بطول {\displaystyle s+1}. هذه المبرهنة هي مبرهنة مثالية في نظرية رمزي، التي تبحث الانتظام وسط الفوضى.
تمت برهنة المبرهنة على يد بول إيردوس وجورج سيكريس في مقال لهما سنة 1935.

## مثال
لـ r = 1 و s = 2، تخبرنا الصيغة بأنه لأي تبديل من 3 أعداد يوجد متتالية جزئية متزايدة بطون 3 أو متتالية جزئية متناقصة بطول 2. ننظر إلى جميع التبديلات من الأعداد 1,2,3:
- 1,2,3 متتالية جزئية متزايدة مكونة من كل الأعداد
- 1,3,2 يملك متتالية جزئية متناقصة 3,2
- 2,1,3 يملك متتالية جزئية متناقصة 2,1
- 2,3,1 يملك متتاليتين متناقصين 2,1 و 3,1
- 3,1,2 يملك متتاليتين متناقصين 3,1 و 3,2
- 3,2,1 متتالية جزئية متناقصة مكونة من كل الأعداد

## برهان
يمكن برهنة مبرهنة إيردوس-سيكريس بالعديد من الطرق; steele (1995) عاين ستة براهين مختلفة لمبرهنة إيردوس-سيكريس، بما في ذلك البرهان التالي.

### مبدأ برج الحمام
إذا كانت معطاه متتالية بطول rs + 1، نميز كل عدد ni في المتتالية بالزوج (ai,bi)، بحيث أن ai هو طول أطول متتالية متزايدة تنتهي بـ ni و bi هو طول أطول ممتالية متناقصة تنتهي بـ ,ni.
كل عددين في المتتالية مميزين بزوج مختلف:
- إذا كان i < j و ni < nj إذن ai < aj
- إذا كان i < j و ni > nj إذن bi < bj

ولكن هنالك rs علامة مميّزة بحيث أن ai على الأكثر r و bi على الأكثر s، ولذلك وفقا لمبدأ برج الحمام يجب أن تكون قيمة i بحيث ai أو bi خارج المجال. إذا كانت ai خارج المجال إذن ni هي جزء من متتالية متزايدة بطول 1 + r على الأقل، وإذا كانت bi خارج المجال إذن ni هي جزء من متتالية متناقصة بطول 1 + s على الأقل.

## وصلات خارجية
- إيريك ويستاين، Erdős-Szekeres Theorem، ماثوورلد Mathworld (باللغة الإنكليزية).